# オストラコン

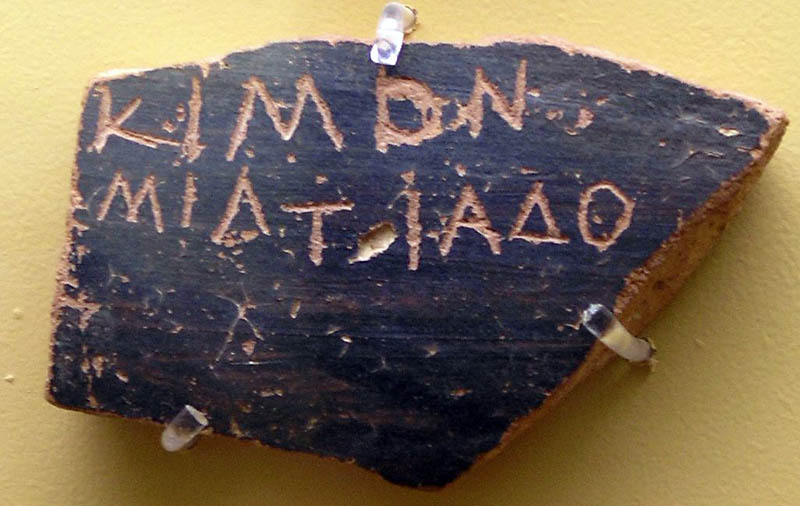
アテネの政治家キモンの名を記したオストラコン

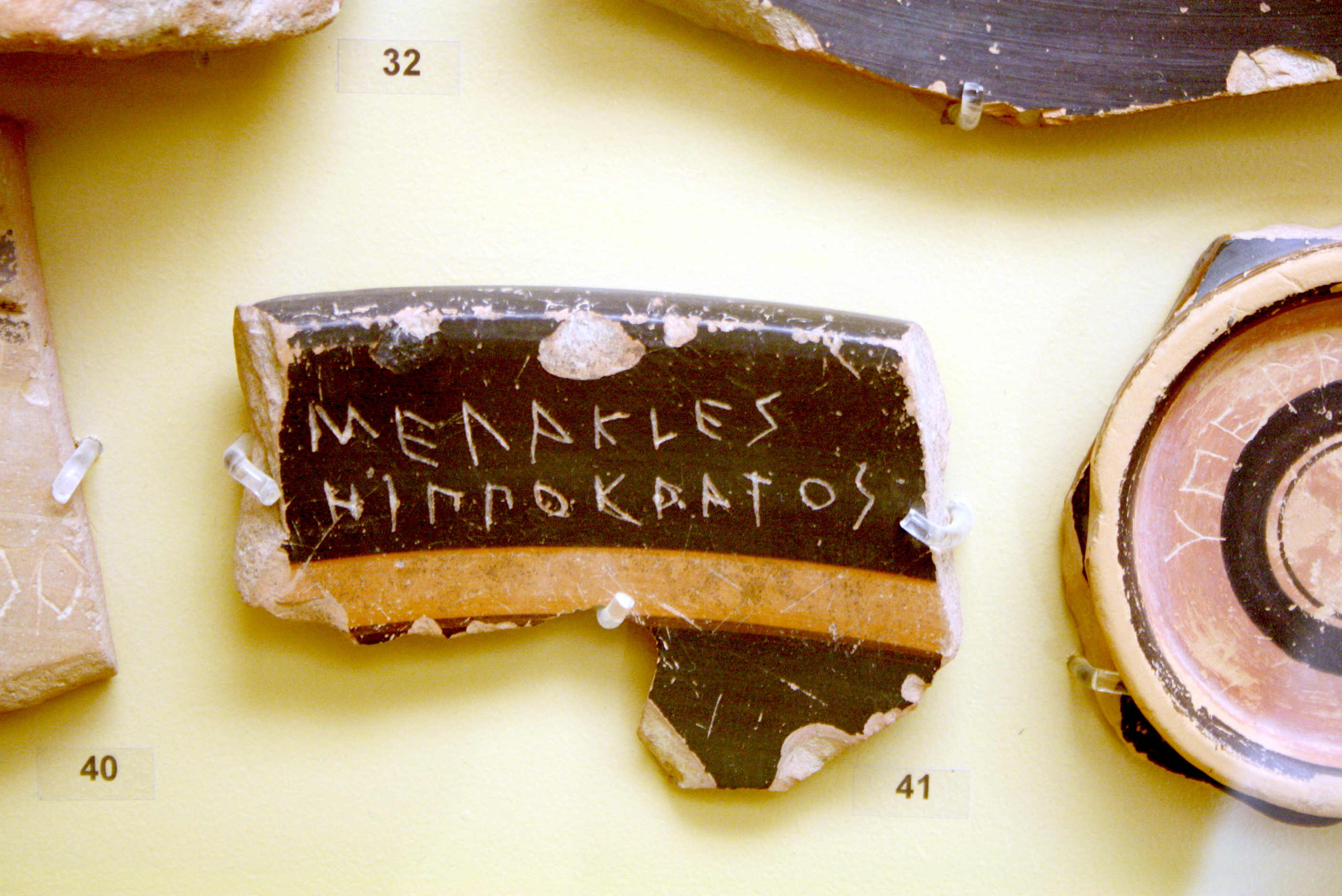
ヒッポクラテスの息子メガクレス（ΜΕΓΑΚLES HIΠΠΟΚRATOS）のオストラコン。紀元前487年。アテナイのアッタロスの柱廊内にある古代アゴラ博物館にて展示

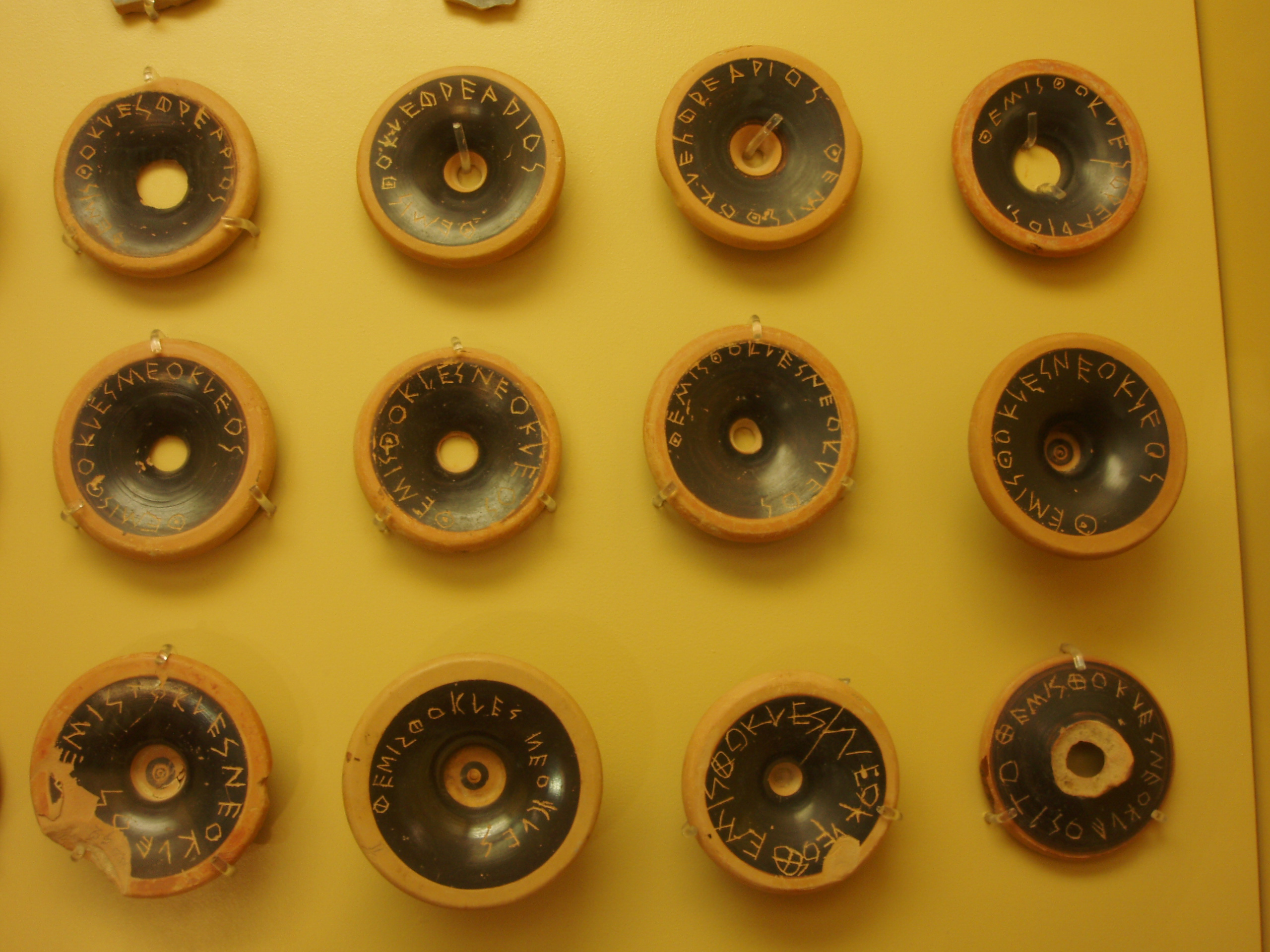
古代ギリシアの陶片追放用の投票オストラコン

オストラコン（古代ギリシア語:  ὄστρακον ostrakon, 複数形 ὄστρακα ostraka）は陶器もしくは石のかけらである。通常は花瓶やその他の土器の破片である。オストラコンには言葉やその他の何かが刻まれ、それが使われていた時代に関する考古学的な手掛かりとなる場合がある。オストラコンという言葉は「貝殻」もしくは投票用紙のようにして使われる陶片を意味するギリシア語ostrakonから来ている。
アテナイでは、投票を行う市民は陶器の破片に人物の名前を書くか刻むかした。社会のあるメンバーの追放の意思決定を行う際には、市民は陶片に追放対象の名前を記すことで投票を行った。票が数えられ、ある人物に多数の票が集まるとその人物は都市から10年間の追放となり、ここから「陶片追放」（オストラキスモス）という言葉が生まれた。

## エジプトの、石灰岩や陶器のオストラコン

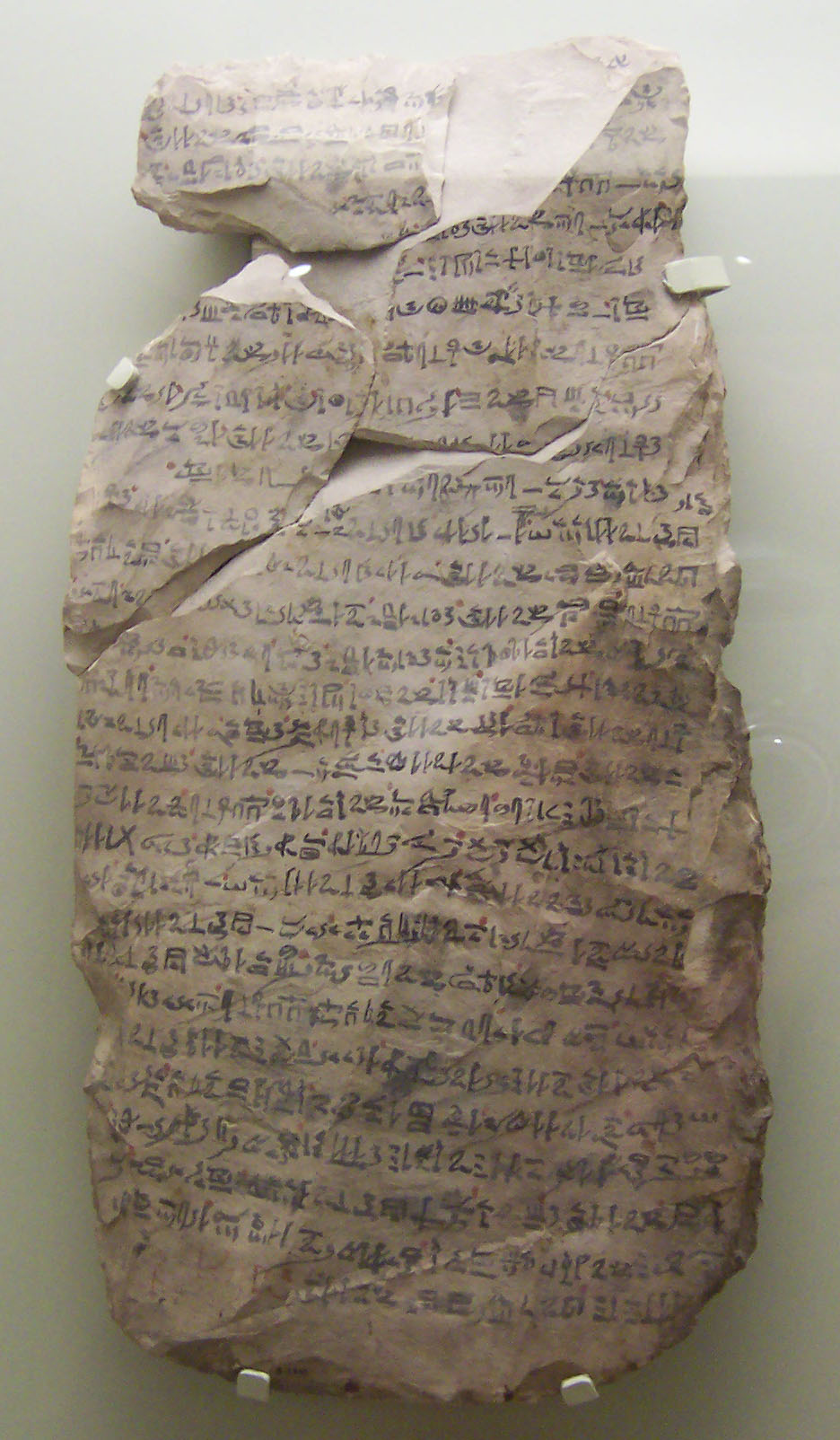
宰相カイ宛ての4通の公式な手紙のうち1通をヒエラティックで石灰岩のオストラコンに書写したもの

古代エジプトでは、滑らかな表面を持つものならあらゆるものが書き物に使われた。通常は廃棄されるものであるためオストラコンは安価で簡単に手に入るので、メッセージ、レシピ、生徒の練習やノートといった一時的な性質の書き物にしばしば用いられた。陶器の破片、石灰岩の薄片、その他の岩石の薄い破片などが用いられたが、石灰岩の破片は薄片になりやすく色も明るいので最も一般的であった。オストラコンは大抵は小さなもので、数語だけ、もしくは小さな絵がインクで書かれていたが、デイル・エル・メディーナの職人センネジェムの墓には『シヌヘの物語』が刻まれた巨大なオストラコンがあった。
エジプト学ではオストラコンは極めて重要なものである。その物理的な性質とエジプトの気候とが相俟って、他の文明では失われてしまったような平凡で日常的なテクストが温存され、これらは図書館で保存されるような文芸的な論文の類よりも優れた日常生活の証言となることも多かった。

### サッカラの「夢のオストラカ」
1964年から1971年にかけて、ブライアン・エメリーはイムホテプの墓を求めてサッカラで発掘を行った。代わりに、動物のミイラが納められた広大な地下墓地が発見された。150万羽ものトキ（並びに猫、犬、羊、ライオン）が埋葬された巡礼の地であったものと思われる。この紀元前2世紀の遺跡からは、巡礼者たちが奉納したものと思われる膨大な陶片が出土した。
この発掘で、「セベンニトスのホル」という名の書記官により作られた「夢のオストラカ」（オストラコンの複数形）が発見された。トート神への改宗者であったホルは北の地下墓地の入口にあったトートの聖所のすぐ近くに住み、依頼者に助言をし元気づける、今で謂うセラピストのような仕事をしていた。ホルは神に霊感を与えられた夢をオストラコンに記録したのである。「夢のオストラカ」は陶器や石灰岩の破片にデモティックで書かれた65のテクストである。

## 聖書時代のオストラコン
聖書考古学上で有名なオストラコンが以下の場所から発見されている――
- アラド (イスラエル)、もしくはテル・アラド（英語版）
- ラキシュ
- メサド・ハシャヴヤフ（英語版）
- サマリアのオストラコンの家（英語版）[訳語疑問点]
- エラ要塞（英語版）[5]

加えて、マサダで引かれた籤はオストラコンであったと考えられており、それと思われる若干の陶片も発見されている。
2008年10月に、イスラエルの考古学者ヨセフ・ガーフィンケルは、ガーフィンケルによれば既知の最古のヘブライ語のものであるというテクストを発見した。このテクストはオストラコンに書かれていた。ガーフィンケルはこの破片はおよそ3000年前、旧約聖書のダビデ王の時代のものであるとしている。放射性炭素年代測定および陶芸の分析から、このテクストは死海文書よりも1000年ほど古いものと考えられる。文章はまだ解読されていないが、王、奴隷、判事などといった一部の語は翻訳されている。この陶片はエルサレムの南西20マイルに位置する、聖書時代のイスラエルで最古の既知の武装都市であるエラ要塞から発見された。

## 新約聖書のオストラコン
キリスト教の文書の中にはオストラコンとして残存しているものもある。19世紀後半に、7世紀のものと思われるギリシア語とコプト・エジプト語で書かれた20のオストラコンが上エジプトで発見された。
これらのオストラコンの形や大きさはまちまちである。最もしっかりした形で残っているのはルカ伝 22:40-71で、10の破片にわたっている。各オストラコンには2-9の詩行が含まれており、マタイ伝 27:31–32、マルコ伝 5:40-41 (マルコ伝 9:3)、マルコ伝 9:17-18とマルコ伝 9:22、マルコ伝 15:21、ルカ伝 12:13-16、ルカ伝 22:40-71、ヨハネ伝 1:1-9、ヨハネ伝 1:14-17、ヨハネ伝 18:19-25、ヨハネ伝 19:15-17が記されている。「伝道者聖ペテロ」と書かれたオストラコンがあり、ペテロの福音書に言及しているものと思われる。
ヨハネ伝 7:53-8:1の姦通の女の物語を伝えたコプト語サイード方言のオストラコンがあり、もしこれがなければサイード方言の新約聖書には含められていなかったであろう。ルカ伝のマリアの讃歌に類似したキリスト教讃歌や、キリスト教の書簡もいくつか発見されている。

## キリスト教のオストラコン
パピルスと同様に、粘土、木材、金属やその他の硬質な素材に記された文は初期キリスト教の文献資料として特に重要である。これらは主にオリエントの国々、特にエジプトで発見されている。最も多いのは、顔料もしくはインクで文字が書かれた粘土もしくは陶片である。最古のキリスト教のオストラコンは、パピルスと同様に、ギリシア語のもので5世紀に遡る。コプト語とアラビア語のオストラコンがこれに次ぐ。青ナイル川のアロア付近の古いキリスト教の黒人王国で話されていた言語で書かれたヌビアのオストラコンのように、一部のテクストは未だに解読されていない。こうした銘文にはギリシア文字が使われ、他の若干の記号も用いられていた。オストラコンの内容には、世俗的なものも教会のものもある。陶片はしばしば、耐久性に欠けるパピルスの代わりに通信に用いられた。受取人が、陶片の裏側に返事を書くことも時としてあった。請求書や領収書といった商業的な目的にも用いられていた。リビア砂漠の聖メナスの街の発掘中にこの種類のオストラコン（5世紀の、ギリシア語で書かれた最古のキリスト教オストラコン）を発見し、大英博物館のH・J・ベルとF・G・ケニヨンが解読した。これらは聖メナスのサンクチュアリでの葡萄栽培について触れたもので、その大部分は、金銭や食料の一種の引換券のようなものであった。通貨はコンスタンティヌス帝が発行したソリドゥス金貨に基づいたものであった。日時はインディクティオ（15年紀）で計算されていた。病身の労働者への援助、低位の聖職者の雇用、労働者への食料の供給方法、それから特にリビア地域における収穫時期に関する記述などが歴史的に重要である。ナイル谷の聖職者と修道院に関する一連のコプト語のオストラコンは特に豊富であり、行政と普通の生活の全ての局面について触れられている。
狭義での教会のオストラコンは新約聖書の引用、祈りの言葉、シナクサリ（聖人たちの生涯）の抜粋などからなり、ある程度は典礼的な性質のものである。当時の教会の言語であったギリシア語が、コプト語と並んで良く使われていた。コプト語諸方言の優れた鑑定家であるW・E・クラムが出版したサンプルの中には、6世紀以降の地方での信仰告白に加え、ミサの叙唱とサンクトゥス、聖大ワシリイ聖体礼儀および聖マルコの聖体礼儀の祈り、アスリビスのシェヌテのディダスカリアの一部、ギリシア語による信仰告白、またギリシア語による破門などが含まれている。
典礼歌が書かれたオストラコンはとりわけ注目に値する。これらは今日の賛美歌集のようなもので、この目的にはパピルスの巻物よりもより丈夫な陶片が適していた。木製の本が用いられる場合もあった。クラムにより翻訳されたものの中には、請願者が福音書の1つを暗唱すると約束している聖職授任の請願や、聖別の葡萄酒が完全にもしくは少なくとも4分の3は純粋でなければならないとする布告がそれに対して出されている古代の節酒運動への言及などが含まれている。